# Molenaar
Molenaar ist ein niederländischer Familienname.

## Herkunft und Bedeutung
Molenaar ist die niederländische Form des Familiennamens Müller. Zu weiteren Informationen siehe dort.

## Namensträger
- Alex Molenaar (* 1999), niederländischer Radsportler
- Arie Molenaar, niederländischer Motorradrennfahrer und Motorsportmanager
- Beau Molenaar (* 1985), niederländischer Fußballtorwart
- Frans Molenaar (1940–2015), niederländischer Modeschöpfer
- Heinrich Molenaar (1870–1965), deutscher Gymnasialprofessor, Schriftsteller und Philosoph
- Keje Molenaar (* 1958), niederländischer Fußballspieler
- Kim Molenaar (* 2002), niederländische Handballspielerin
- Klaus Molenaar (* 1946), Architekt und Stadtplaner
- Olav Molenaar (* 1999), niederländischer Ruderer
- Pippa Molenaar (* 2005), niederländische Volleyballspielerin